# Возвращение короля (мультфильм)
Возвращение короля (англ. The Return of the King) — полнометражный анимационный фильм режиссёров Артура Ранкина и Жюля Басса. Экранизация третьей части трилогии книг Джона Рональда Руэла Толкина «Властелин колец» — «Возвращение короля». Был снят как продолжение мультфильма «Хоббит» тех же режиссёров и выдержан в духе детской сказки с элементами мюзикла.

## Сюжет
Сюжет фильма передаёт события книги «Возвращение короля». Действие идёт в форме рассказа самих героев о событиях книги, которые комментируются песнями менестреля. Персонажи часто переходят на пение вместо монолога. Сюжет не совпадает с книгой дословно и рассматривает некоторые сцены в ином ключе. Главный герой фильма фактически Сэм, роль Арагорна минимизирована, Леголас и Гимли не появляются, таран Гронд тянут не Великие Звери, а мумаки, с гибелью Кольца сюжет заканчивается и последующих событий — атаки Сарумана на Шир, правление Арагорна и т. д. — не описывается.
Фильм начинается со сцены праздничного пира, на котором Бильбо спрашивает у Фродо, куда пропало Кольцо и почему у его племянника нет пальца. Гэндальф, Фродо и его друзья, а также менестрель начинают рассказывать историю о том, как хоббиты несли кольцо в Мордор.

## В ролях
- Орсон Бин — Фродо и Бильбо Бэггинсы
- Теодор Бикель — Арагорн
- Уильям Конрад — Дэнетор
- Джон Хьюстон — Гэндальф
- Родди МакДауэлл — Сэм
- Теодор Готлиб — Голлум
- Пол Фрис — Элронд, Орки и Урук-хаи
- Дон Мессик — Теоден, Голос Саурона и Истерлинги
- Джон Стивенсон — Король-чародей Ангмара, Гондорцы
- Сонни Мелендез — Пиппин
- Гленн Ярбро — Менестрель

## Титры

### Начальные титры
- По мотивам «Хоббита» и «Возвращения короля» Дж. Р. Р. Толкина
- Автор сценария: Ромео Мюллер
- Художники-постановщики, авторы слов, продюсеры и режиссёры: Артур Ранкин-младший, Джулс Басс
- Композиторы: Мори Лоус, Бернард Хоффер

### Конечные титры
- Аниматоры: Тору Хара, Кацухида Ямада, Коичи Сасаки, Казуюки Кобаяши, Тадакацу Тошида, Хидеми Кубо
- Непрерывный дизайн: Цугуюки Кубо, Лестер Абрамс, Минору Нишида
- Звук: Том Клэк, Джон Курцио, Джон Ричардс, Дэйв Айвлэнд, Роберт Элдер
- Директор хора: Лоис Винтер
- Ассистент производства: Томас Баш
- Ассоциированный продюсер: Масаки Иизука